# Erick Barrondo
Erick Bernabé Barrondo García (San Cristóbal Verapaz, Alta Verapaz, Guatemala; 14 de junio de 1991) es un atleta guatemalteco especializado en marcha atlética que ha competido en varios eventos internacionales obteniendo buenos resultados.
Uno de los grandes méritos de Barrondo es ser el líder de una nueva generación de marchistas guatemaltecos que rescataron una disciplina que parecía perdida en su país. Ganó medalla de oro en los Juegos Panamericanos Guadalajara 2011 en marcha 20 km y la medalla de plata en los Juegos Olímpicos de Londres 2012 en la misma categoría. Es el primer medallista olímpico de su país.

## Biografía
Nacido en la Aldea Chiyuc en San Cristóbal Verapaz, en el departamento de Alta Verapaz (Guatemala), hijo de Bernardo Barrondo, un agricultor de la región y de Dora García, cocinera de un albergue de estudiantes del Departamento de Guatemala.
Erick Barrondo se dio a conocer internacionalmente en los Juegos Panamericanos de 2011 disputados en Guadalajara (México), en dónde se alzó con el triunfo en los 20 km marcha contra todo pronóstico, convirtiéndose de inmediato en héroe nacional y gran esperanza de su país de cara a los Juegos Olímpicos de Londres 2012 que se disputaría al año siguiente.
El 4 de agosto de 2012 Erick ganó la medalla de plata en los Juegos Olímpicos de Londres, dándole a Guatemala la primera medalla olímpica de toda su historia.
En la primavera del año siguiente, Barrondo batío su propio récord de los 50 km en Dudince (Eslovaquia), deteniendo el cronómetro en 3h 41:09. Esta marca suponía, además del récord nacional, el récord de América, superando el registro del campeón olímpico mexicano Raúl González Rodríguez, que databa de 1978. Cinco meses después, Barrondo formó parte del equipo guatemalteco en los Mundiales de Moscú (Rusia), participando en la prueba de 20 km, donde acabó descalificado. En noviembre del año siguiente ganó la medalla de oro en los 20 km de los Juegos Centroamericanos y del Caribe de Veracruz (México). En 2015, Barrondo participó en los Juegos Panamericanos celebrados en Toronto (Canadá). En la prueba de los 20 km, Barrondo iba en primer lugar, pero fue nuevamente descalificado a pocos metros de la llegada. Seis días después se proclamó subcampeón panamericano en los 50 km. 
Posteriormente, Barrondo se centró en la prueba de 20 km, donde obtuvo resultados más modestos en los campeonatos internacionales de primer orden. En 2015 fue descalificado en el Campeonato Mundial de Beijing (China), mientras que el año siguiente solo pudo ser 50.º en los Juegos Olímpicos de Río de Janeiro (Brasil). Después de la cita olímpica, el exmarchador español Paquillo Fernández se convirtió en su nuevo entrenador. En 2017, solo pudo ser 21º en la prueba de los 20 km de los Mundiales de Londres (Reino Unido).
No obstante, los éxitos regresaron en diciembre de ese mismo año, cuando se proclamó campeón de los Juegos Centroamericanos celebrados en Managua (Nicaragua). En 2018 terminó tercero en los Juegos Centroamericanos y del Caribe celebrado en Barranquilla (Colombia). Sin embargo, el marchador local Manuel Esteban Soto dio positivo y la medalla de plata fue finalmente concedida a Barrondo.

## Reconocimiento en Guatemala
El 12 de noviembre de 2012 el alcalde de la ciudad de Guatemala, Álvaro Arzú, y el medallista Erick Barrondo inauguraron el paso a desnivel Central Norte ubicado en la Carretera Interamericana CA-9 que tiene tres accesos viales, el cual lleva el nombre "Paso a desnivel Erick Barrondo" en honor al atleta.
También se cambió el nombre del "Parque de la Democracia" a "Parque Erick Barrondo".

## Logros
- Récord mundial juvenil 2010 en 10 kilómetros (40:38.74)
- Medalla de oro en los Juegos Panamericanos Guadalajara 2011 en marcha 20 km[7]
- Primer lugar en el campeonato Nacional de Marcha de Pontevedra, España 2011.
- Tercer lugar de la Copa Lugano, en Suiza 2012.
- Medalla de plata en los Londres 2012 marcha 20 km[1]
- Primer lugar en la Copa de Atletismo en Eslovaquia en prueba de 50km.[8]
- Medalla de oro en el Gran Premio Internacional de Marcha realizado en Dublín 2013 en 20 kilómetros (1:20:24 horas).[9]